# كارول جاي كلوفر
كارول جاي كلوفر (بالإنجليزية: Carol J. Clover)‏ هي مُنظرة سينمائية ‏ أمريكية، ولدت في 31 يوليو 1940 في تولاري في الولايات المتحدة.